# Ocna Sibiului

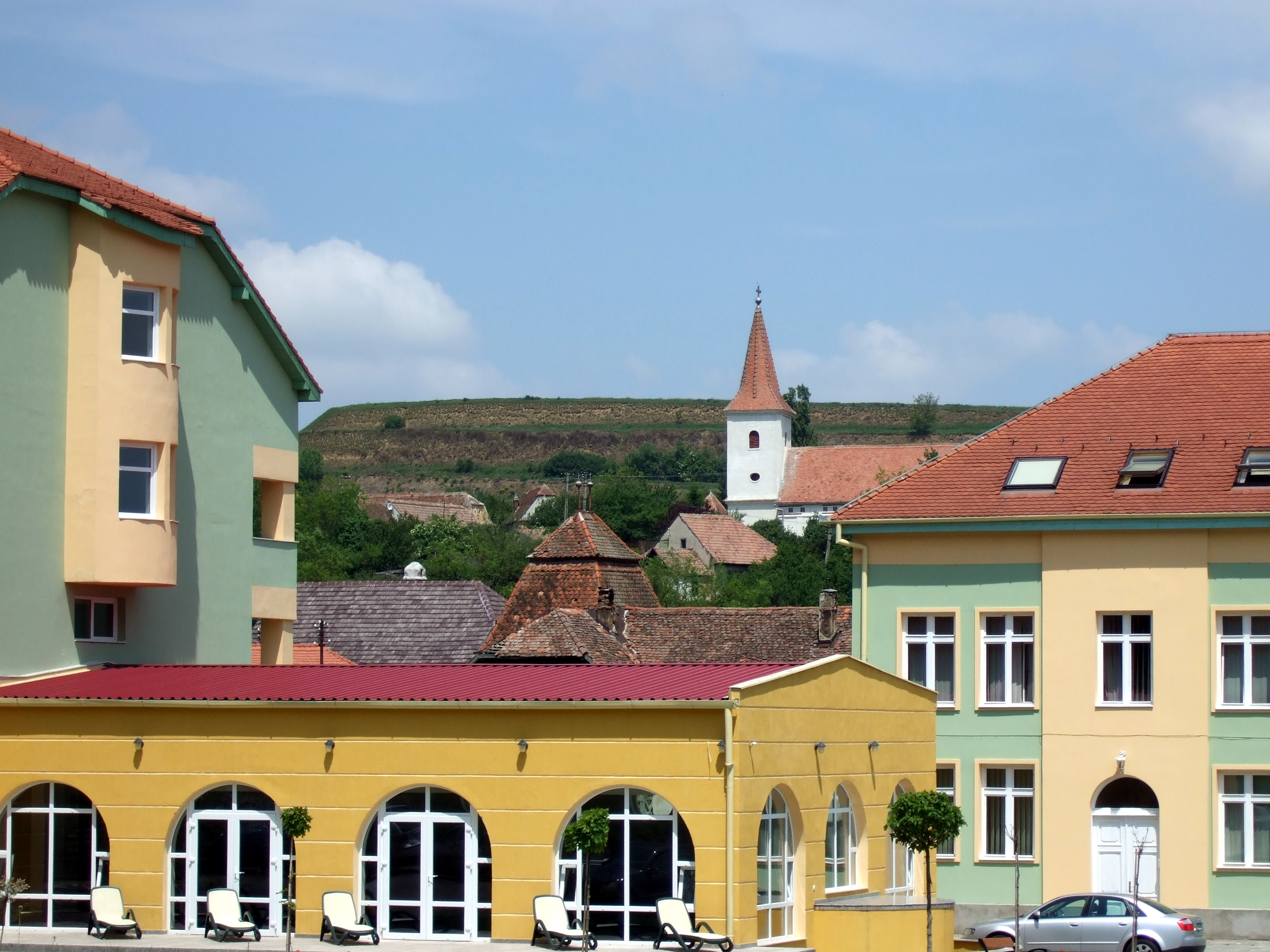
Ocna Sibiului

Ocna Sibiului (węg. Vízakna, niem. Salzburg) – miasto w Rumunii, w okręgu Sybin. Według danych na rok 2001 liczy 4184 mieszkańców.